# Großsteingrab Osterode am Fallstein
Das Großsteingrab Osterode am Fallstein war ein im 19. Jahrhundert zerstörtes Großsteingrab der jungneolithischen Bernburger Kultur bei Osterode am Fallstein, einem Ortsteil von Osterwieck im Landkreis Harz, Sachsen-Anhalt.

## Lage
Das Grab befand sich nördlich des Fallsteins zwischen den beiden Dörfern Osterode und Veltheim am Fallstein. Es lag etwa 200 Schritt westlich der Steinmühle am Abhang des Eulenbergs. Nicht weit von seinem Standort befindet sich eine Wüstung namens Steine bzw. Stene oder Stenem.

## Forschungsgeschichte
Das in die Erde eingetiefte Grab wurde 1867 von einem Bauern beim Pflügen entdeckt. In Zusammenarbeit mit dem Müller Schmidt wurde das Grab freigelegt und abgetragen. Hierbei wurde die Grabkammer durchwühlt und die Skelette und die Grabbeigaben zerschlagen.
Kurz nach der Freilegung wurde das Grab von J. Grote, Reichsfreiherr zu Schauen, besucht, der hierüber einen Bericht veröffentlichte. Im folgenden Jahr besuchte es der Braunschweiger Domprediger Thiele, der das Grab noch teilweise erhalten vorfand.

## Beschreibung
Nach Grotes Beschreibung handelte es sich bei dem Grab um ein ost-westlich orientiertes eingesenktes Kammergrab. Es hatte eine Länge von 14 Schritt (ca. 11,20 m) und eine Breite von 7 Schritt (ca. 5,60 m). Es besaß wohl fünf Decksteine. Die nördliche Langseite wurde von Grote noch unversehrt vorgefunden. Sie bestand aus sieben Wandsteinen von vier Fuß (ca. 1,14 m) Höhe aus örtlich anstehendem Gestein. Thiele bezeichnete es zudem als Doppelgrab, was auf eine Querwand in der Kammer schließen lässt.
Nach Aussagen des Müllers Schmidt wurden in der Grabkammer 20 menschliche Skelette gefunden. Diese waren nach Osten ausgerichtet und lagen in Gruppen von drei bis sechs Individuen. An Grabbeigaben fanden sich mehrere kleine, den Toten beigestellte Keramikgefäße, sowie ein größeres Gefäß, das Asche enthielt. Ferner fand sich ein weiterer Keramikgegenstand, wohl ein Spinnwirtel. Als Grote die Reste des Grabes untersuchte, entdeckte er lediglich zerbrochene Menschenknochen, zerscherbte Keramik und einen Pferdezahn.

## Funde

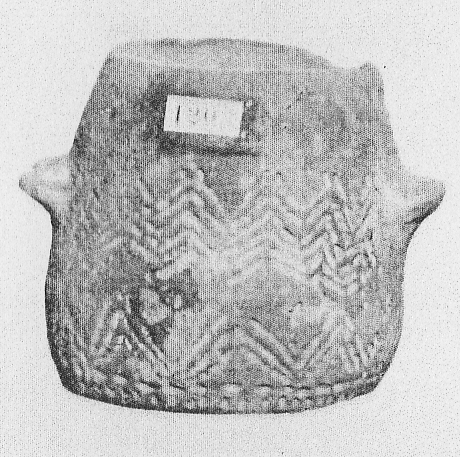
Gefäß aus dem Grab, heute im Landesmuseum Braunschweig

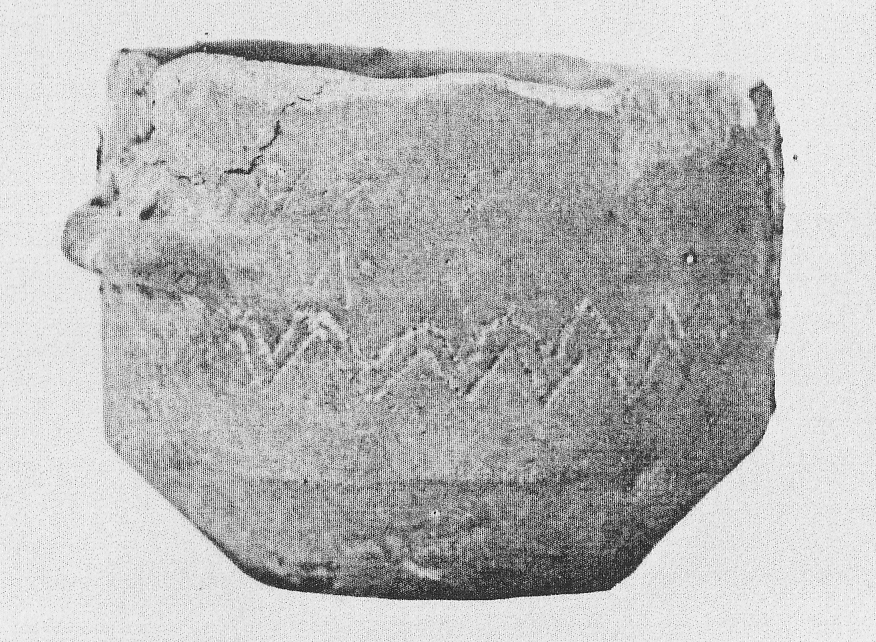
Gefäß aus dem Grab, heute im Harzmuseum Wernigerode

Die einzigen erhaltenen Fundgegenstände sind drei kleine Keramikgefäße, die eine Zuordnung des Grabes zur Bernburger Kultur erlauben. Das erste wurde durch den Kantor Walkhof aus Osterode gerettet und befindet sich heute im Harzmuseum in Wernigerode. Es hat eine Höhe von 4,7 cm, einen Bodendurchmesser von 3,5 cm, einen maximalen Durchmesser von 6,5 cm und einen Mündungsdurchmesser von 6,0 cm. Das zweite wurde von Thiele erworben und befindet sich heute im Landesmuseum in Braunschweig. Es ist zweigliedrig, besitzt einen kurz über dem Boden gelegenen Umbruch, einen konischen Hals und zwei sich gegenüberstehende, senkrecht durchbohrte Ösen. Es hat eine Höhe von 7,6 cm, einen Bodendurchmesser von 7,0 cm und einen Mündungsdurchmesser von 5,8 cm. Das Dekor ist in Furchenstichen ausgeführt und mit einer weißen Masse ausgefüllt. Es besteht aus einer Doppelreihe von Einstichen über dem Boden, ein darüber befindliches dreistichiges Zickzackband mit zwei Stichen in den oberen winkeln, ein sechsstichiges Zickzackband mit zwei Stichen in den oberen Winkeln auf Höhe der Ösen sowie jeweils einem waagerechten und sieben senkrechten Strichen unter den Ösen. Hans-Jürgen Beier erwähnt außerdem noch ein drittes Gefäß.